# Kathedrale von Tacuarembó

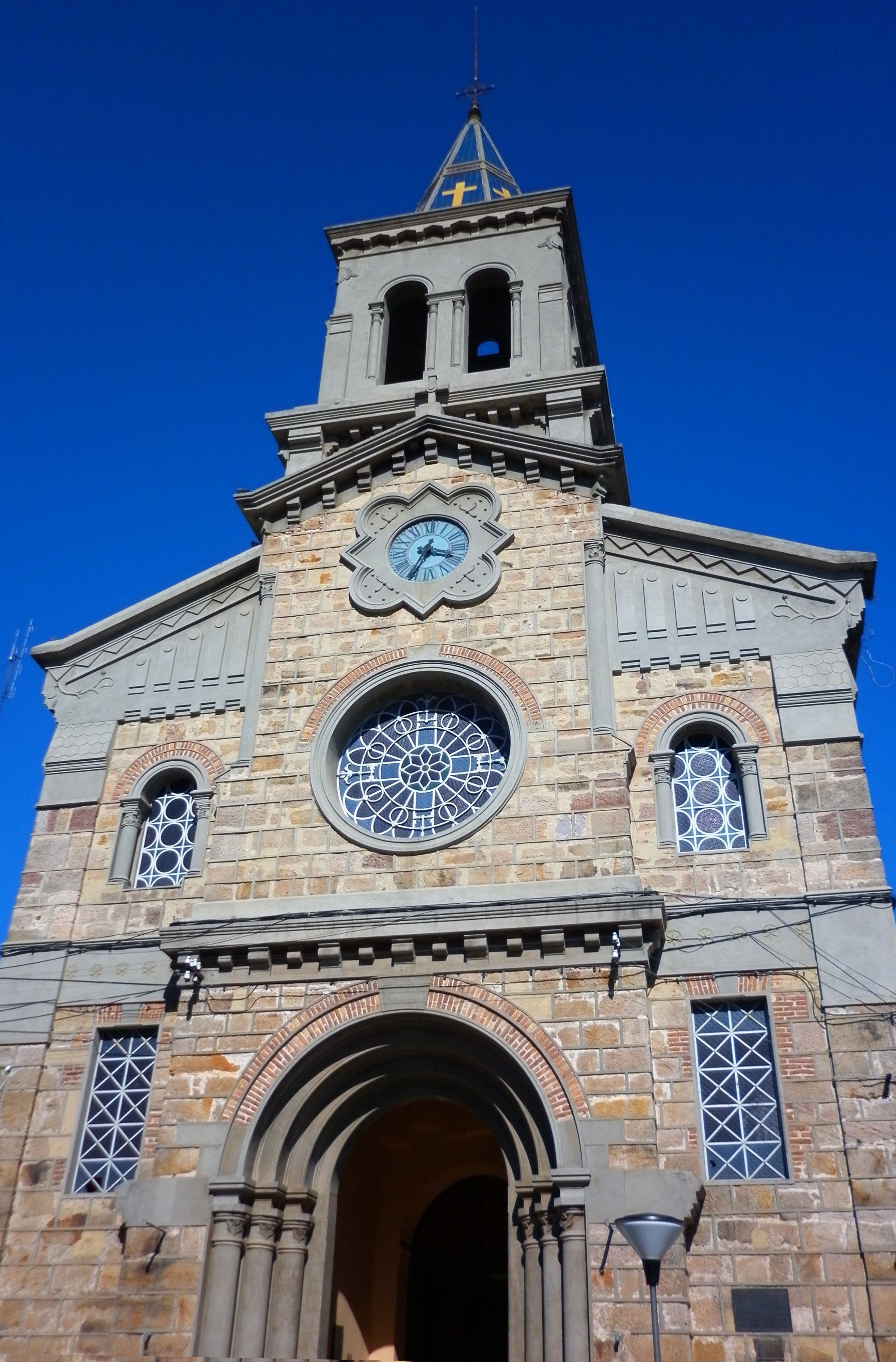
Kathedrale von Tacuarembó

Die unter dem Patrozinium des Hl. Fructuosus von Tarragona stehende römisch-katholische Kathedrale von Tacuarembó in der etwa 60.000 Einwohner zählenden Stadt Tacuarembó ist die Hauptkirche des etwa 100.000 Einwohner zählenden Departamentos im Norden Uruguays. Sie wurde im Jahr 2006 zum Monumento histórico nacional erklärt.

## Lage
Die Stadt Tacuarembó befindet sich ca. 400 km (Fahrtstrecke) nördlich von Montevideo in einer Höhe von ca. 137 m. Die Stadt wurde im Jahr 1832 als Villa de San Fructuoso gegründet und am 17. Juni 1912 in Tacuarembó umbenannt. Die Kathedrale steht an der Plaza 19 de Avril.

## Geschichte
Die ehemalige Pfarrkirche wurde in den Jahren 1899 bis 1917 im neoromanischen Stil erbaut; der für die Glocken bestimmte und von einem achtseitigen Spitzhelm überhöhte Turmaufsatz (campanario) wurde erst im Jahr 1930 fertiggestellt. Das Bistum Tacuarembó wurde jedoch erst im Jahr 1960 errichtet.

## Architektur
Die einschiffige und flachgedeckte Kirche verfügt über zwei kurze Seitenarme anstelle eines Querschiffs und hat eine halbrunde Apsis. Während die Kirchenfassade mit ihrem Stufenportal überwiegend den Stilformen der Neoromanik verpflichtet ist, ist das Kircheninnerer äußerst schlicht und schmucklos gehalten.